# Teba (mjesec)
Teba (grč. Θήβη) je četvrti poznati satelit Jupitera. Kruži oko Jupitera na udaljenosti od 222 000 km. Dimenzije su mu 100x90 km, što mu daje prosječni promjer od oko 98 km. Masa ovog satelita iznosi 7.77x1017 kg.
Orbite Amalteje i Tebe se nalaze unutar jupiterovog prstena Gossamer, zbog čega se sumnja da bi mogli biti izvor materijala za prsten.
Na "prednjoj" strani Tebe su uočena četiri velika udarna kratera.
Tebu je otkrio astronom Stephen P. Synnott je na fotografijama Voyagera 1 1979. godine.

## Vanjske poveznice
- astro.fdst.hr :: Tebe  Arhivirana inačica izvorne stranice od 20. listopada 2006. (Wayback Machine)